# Wojna birmańsko-syjamska (1785–1786)
Wojna birmańsko-syjamska (1785–1786) – jedna z napastniczych wojen prowadzonych przez pragnącego stworzyć birmańskie imperium króla Bodawpayę. W historiografii tajlandzkiej znana jako Wojna Dziewięciu Armii ze względu na podział sił birmańskich na 9 korpusów.

## Tło historyczne
Panujący w Birmie od roku 1782 król Bodawpaya przekonany był, iż, jako wcielenie przyszłego Buddy Maitreji, przeznaczona jest mu do odegrania rola króla świata. Jego rządy od początku więc nakierowane były na zewnętrzną ekspansję terytorialną. Po podbiciu w roku 1784 położonego na zachodzie królestwa Arakanu skierował swą uwagę na wschód, w stronę głównego politycznego i militarnego rywala Birmy w Azji Południowo-Wschodniej, jakim było w owym czasie syjamskie królestwo Rattanakosin. Wynikało to z widocznego wzrostu siły syjamskiego królestwa pod rządami nowej dynastii oraz podejmowanych przez nie prób pełnego podporządkowania sobie birmańskich wasali: Lanna i mniejszych ksiąstewek położonych na wschód od rzeki Saluin.

## Przebieg wojny
Bezpośrednim pretekstem do wojny była egzekucja daniny należnej rzekomo Birmie ze strony Syjamu oraz chęć odwetu za porażki doznane ze strony Syjamu w ciągu ostatnich 20 lat. Zachęcony łatwością, z jaką jego wojskom przyszedł podbój Arakanu, Bodawpaya zdecydował się na osobiste dowodzenie jedną z armii ruszających na Syjam.
Do września 1785 roku Bodawpaya zebrał stutysięczną armię. Zgodnie z koncepcją, wedle której atak na Syjam miał nastąpić z pięciu kierunków jednocześnie, została ona podzielona na 9 korpusów:
- już w lipcu jeden z nich (10 pułków liczących 10 000 ludzi i 1000 koni pod dowództwem Mingyi Mingaung Kyawa) wysłano do Pegu z zadaniem przewiezienia drogą morską do Martabanu zaopatrzenia, a następnie gromadzenia na miejscu żywności;
- we wrześniu drugi korpus (10 pułków liczących 10 000 ludzi i 1000 koni pod dowództwem Nemyo Nawraty) skierowano pod Tawè;
- tydzień później trzeci korpus (29 pułków liczących 30 000 ludzi i 3000 koni, w tym kontyngenty szańskie pod komendą Wungyi Thado Thiri Maha Uzany) wymaszerował na północ z zadaniem dotarcia do Ayutthayi przez Chiang Mai;
- 5 dni później do Martabanu wyruszył czwarty korpus (11 pułków liczących 11 000 i 1100 koni pod dowództwem Thado Minsawa, syna króla);
- po kolejnych 9 dniach wymaszerował pod Martban piąty korpus (12 pułków liczących 12 000 ludzi i 1200 koni pod dowództwem Thiri Damayazy, kolejnego syna króla);
- także do Martabanu skierowano następny, szósty korpus (12 pułków liczących 12 000 ludzi i 1200 koni pod dowództwem Mingyi Maha Mingaunga);
- w listopadzie skierował się do Martabanu kolejny, siódmy korpus (40 pułków w sile 50 000 ludzi, 500 słoni i 5000 koni) pod osobistym dowództwem Bodawpayi;
- wojska atakujące w późniejszym czasie Phuket i południowy Syjam liczone były przez syjamskich kronikarzy jako korpusy ósmy i dziewiąty.

Bodawpaya planował przejście ze swą armią (połączone korpusy 4.-7.) spod Martabanu przez pograniczną Przełęcz Trzech Pagód, zajęcie Kanchanaburi i marsz na Bangkok.
Gdy na początku grudnia armia Bodawpayi ruszyła w stronę Przełęczy Trzech Pagód szybko na jaw wyszedł brak wojskowego doświadczenia króla: okazało się, że w narzuconym przez niego pośpiechu nie zdołano zgromadzić wystarczających zapasów żywności. W trudnym, górskim terenie jego żołnierze cierpieli nie tylko z powodu nękających ich podjazdów wojsk syjamskich, ale także z powodu głodu.

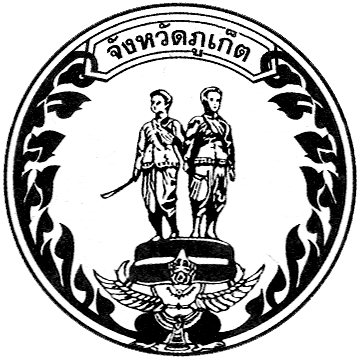
Siostry Chan i Muk na pieczęci prowincji Phuket

W grudniu 1785 roku Birmańczycy podjęli próbę zajęcia syjamskiej wyspy Phuket. Birmańska ekspedycja wysłana drogą morską z Myeik przez kilka tygodni oblegała stolicę wyspy – Thalang – ostatecznie jednak została ona w styczniu odparta. Nie wiadomo jaki był cel tej akcji – jedyną potencjalną korzyścią z zajęcia wyspy mogło być przerwanie ewentualnych dostaw broni z Indii, jednak próba osiągnięcia tak skromnego celu okupiona została dużymi kosztami i stratami w ludziach. Do historii Tajlandii epizod ten przeszedł dzięki postawie dwóch sióstr: Chan (taj. จัน) i Muk (taj. มุก). Chan była żoną gubernatora Phuket, który zmarł na krótko przed birmańską inwazją. Po wybuchu wojny Chan wraz ze swą młodszą siostrą Muk wdziały męskie stroje i objęły dowództwo nad syjamskimi żołnierzami. Dowodzone przez nie wojska odparły Birmańczyków oblegających Thalang
Na początku stycznia 1786 roku król Rama I pragnąc uniknąć walk wysłał do Bodawpayi emisariusza z listem, w którym proponował utrzymanie pokoju oraz rozwój stosunków handlowych i gospodarczych między obydwoma państwami. List ten pozostał bez odpowiedzi. Ze znacznie przesadzonych zeznań schwytanych przez Syjamczyków birmańskich jeńców wynikało, że na Syjam naciera z pięciu kierunków kilka armii liczących łącznie około 300 000 żołnierzy. Po naradzie ze swym dworem i ministrami, wbrew ich radom, syjamski król zdecydował, że wszystkie siły należy skierować przeciwko głównej armii birmańskiej dowodzonej przez Bodawpayę. Zakładał on, że pokonanie jej pokonanie spowoduje wycofanie wszystkich pozostałych birmańskich wojsk, nie warto więc rozpraszać własnych sił. Czas na pertraktacje miałby nadejść dopiero w razie klęski. Przygotowując się do starcia z królewską armią Syjamczycy wybudowali silne fortyfikacje w Myitsôn, na spodziewanej trasie Bodawpayi od Przełęczy Trzech Pagód do Ayutthayi. Do obrony umocnień zdołali zgromadzić około 50-60 000 żołnierzy, a dodatkowych 20-30 000 skierowano w okolice Kanchanaburi na wypadek pojawienia się tam birmańskich wojsk maszerujących na syjamską stolicę. W zatoce na południe od Bangkoku zgromadzono flotę osiemdziesięciu dwu- i trzymasztowych okrętów. Król Rama I wraz z żoną i dziećmi zajął kwatery w Myitsôn.
W połowie stycznia 1786 roku przednie straże armii birmańskiej (21 pułków oraz dodatkowo 12 pułków posiłków pod dowództwem dwóch królewskich synów, łącznie około 33 000 ludzi) natknęły się na siły syjamskie pod Kanchanaburi. Starcie zostało przegranie przez Birmańczyków, a jeden z ich pułków wraz z dowódcą dostał się do syjamskiej niewoli. W takiej sytuacji birmańskie wojska rozbiły obóz oczekując na posiłki. Wkrótce wśród żołnierzy zapanował głód. Spośród 500 ludzi wraz 60 słoniami, których wysłano do głównych sił po posiłki, większość wpadło w syjamską pułapkę i dostała się do niewoli, reszta wróciła z niczym do obozu.
Na początku lutego do Bodawpayi dotarła informacja o losie jego wojsk pod Kanchanaburi. Nie mając żadnych rezerw zaopatrzenia, które mógłby posłać głodującym pułkom uznał osiągnięcie sukcesu za niemożliwe i wydał wszystkim birmańskim armiom rozkaz odwrotu, po czym pozostawił swoje siły własnemu losowi wycofując się w pośpiechu do Martabanu, a następnie poprzez Pegu i Rangun do swej stolicy w Amarapurze. Syjamczycy pozwolili siłom birmańskim wycofać się spod Kanchanaburi bez walki. W trakcie odwrotu straciły one około 6000 ludzi, którzy byli zbyt wycieńczeni, by wytrzymać trud marszu. W chwili otrzymania rozkazu do odwrotu nie napotykającym silniejszego oporu birmańskim wojskom nacierającym od północy udało się, po zdobyciu Chiang Mai, dotrzeć do Phitsanulok oraz zdobyć Lampung kilka mniejszych miast na trasie do Ayutthayi. Na południu Birmańczycy spustoszyli prowincje Nakhon Si Thammarat i Phatthalung zanim zostali zmuszeni przez wojska syjamskie do odwrotu.

## Skutki wojny
Jedynym osiągnięciem Birmańczyków było powstrzymanie syjamskiego naporu na Tenasserim. Wojna przyczyniła się jednak do dalszego pogorszenia sytuacji ekonomicznej Birmy na skutek wyludnienia pogłębiającego się wraz z każdą kolejną wojną prowadzoną przez Bodawpayę. Ocenia się, że spośród 200 000 rekrutów powołanych pod broń, około 40% utracono tylko na skutek chorób i dezercji.